# HandMade Films
HandMade Films — английская кинокомпания, основанная в 1979 году Джорджем Харрисоном. Впоследствии все права на оригинальные работы HandMade Films Ltd были приобретены компанией Handmade Plc. Наиболее известные фильмы HandMade Films: «Житие Брайана по Монти Пайтону», «Бандиты времени», «Уитнэйл и я» и «Карты, деньги, два ствола».

## История
Кинокомпания HandMade Films была основана в 1979 году экс-битлом Джорджем Харрисоном в партнёрстве с Денисом О’Брайаном.
HandMade Films была создана с целью финансирования создания «Жития Брайана по Монти Пайтону» — второго фильма британской комик-группы «Монти Пайтон». Битлам очень нравился анархический юмор британской радиопередачи «The Goon Show», а Харрисон стал также поклонником её стилистических преемников, «Монти Пайтон». После того, как компания EMI Films отказалась продолжать финансировать «Житие Брайана по Монти Пайтону», опасаясь того, что тема фильма была слишком полемичной, Харрисон основал HandMade Films и профинансировал создание фильма, заплатив из своего кармана 4 млн фунтов стерлингов. Следующим фильмом HandMade Films стал фантастический фильм-сказка Терри Гиллиама «Бандиты времени». Кинокомпания продолжала выпускать новые фильмы на протяжении 1980-х годов.
В 1994 году HandMade Films была приобретена канадской компанией Paragon Entertainment, но несмотря на это продолжила деятельность под своим прежним именем. Наиболее успешным фильмом HandMade Films в 1990-х годах стал вышедший на экраны в 1998 году «Карты, деньги, два ствола».
В 1999 году Патрик Михан и «Cartier investments» купили HandMade Films у компании Paragon Entertainment.
В июне 2006 года, Equator Group в свою очередь приобрела Handmade Holdings Limited. Спустя несколько месяцев, в ноябре 2006 года, Sequence Film Limited, компания по продаже, маркетингу и финансированию фильмов, также была куплена и переименована в Handmade Films International. Родительская компания, ныне известная под именем Handmade plc, торгуется на Лондонской фондовой бирже под знаком HMF:LSE.

## Фильмы
- Житие Брайана по Монти Пайтону (1979)
- Долгая Страстная пятница (1980)
- Бандиты времени (1981)
- Monty Python Live at the Hollywood Bowl (1982)
- Миссионер (1982)
- Privates on Parade (1982)
- Bullshot (1983)
- Частное торжество (1984)
- Вода (1985)
- Мона Лиза (1986)
- Шанхайский сюрприз (1986)
- Уитнэйл и я (1987)
- Five Corners (1987)
- The Lonely Passion of Judith Hearne (1987)
- Путь 29 (1988)
- Как преуспеть в рекламе (1989)
- Дорога на пау-вау (1989)
- Монашки в бегах (1990)
- The Wrong Guy (1997)
- Карты, деньги, два ствола (1998)
- Welcome 2 Ibiza (2002, (Alpha Beta Films International)
- Always Crashing in the Same Car (2007)
- Пятьдесят ходячих трупов (2008)
- Планета 51 (2009)
- The Mason's Hammer (2011)